# David Miles
David Miles, il cui nome completo era William David Miles (Milford, 19 ottobre 1871 – New York, 28 ottobre 1915), è stato un attore e regista statunitense del cinema muto.
Sposato nel 1902 con l'attrice Anita Hendrie, entrò a far parte insieme alla moglie del gruppo di attori fissi che lavorarono in quegli anni alla Biograph in gran parte sotto la direzione di David W. Griffith. Dal 1908 al 1912, prese parte a oltre sessanta film (cortometraggi, come si usava all'epoca) per passare dietro alla macchina da presa, diventando regista. La sua carriera si interruppe nel 1915: David Miles morì a soli 44 anni il 28 ottobre 1915.

## Filmografia

### Attore
- The Helping Hand, regia di D.W. Griffith – cortometraggio (1908)
- The Maniac Cook, regia di D.W. Griffith – cortometraggio (1909)
- The Honor of Thieves, regia di D.W. Griffith – cortometraggio (1909)
- Love Finds a Way, regia di D.W. Griffith – cortometraggio (1909)
- A Rural Elopement, regia di David W. Griffith – cortometraggio (1909)
- The Criminal Hypnotist, regia  di D.W. Griffith – cortometraggio (1909) – cortometraggio
- The Welcome Burglar, regia di D.W. Griffith – cortometraggio (1909)
- The Cord of Life, regia di D.W. Griffith  – cortometraggio (1909)
- The Girls and Daddy, regia di D.W. Griffith – cortometraggio (1909)
- The Brahma Diamond, regia di D.W. Griffith – cortometraggio (1909)
- Edgar Allan Poe, regia di D.W. Griffith – cortometraggio (1909)
- A Wreath in Time, regia di D.W. Griffith – cortometraggio (1909)
- Tragic Love, regia di D.W. Griffith – cortometraggio (1909)
- The Joneses Have Amateur Theatricals, regia di D.W. Griffith – cortometraggio (1909)
- The Politician's Love Story, regia di D.W. Griffith – cortometraggio (1909)
- At the Altar, regia di D.W. Griffith – cortometraggio (1909)
- The Prussian Spy, regia di D.W. Griffith – cortometraggio (1909)
- His Wife's Mother, regia di D.W. Griffith – cortometraggio (1909)
- A Fool's Revenge, regia di D.W. Griffith – cortometraggio (1909)
- The Wooden Leg, regia di D.W. Griffith – cortometraggio (1909)
- The Roue's Heart, regia di D.W. Griffith – cortometraggio (1909)
- The Salvation Army Lass, regia di D.W. Griffith – cortometraggio (1909)
- The Lure of the Gown, regia di D.W. Griffith – cortometraggio (1909)
- The Voice of the Violin, regia di D.W. Griffith – cortometraggio (1909)
- The Deception, regia di D.W. Griffith – cortometraggio (1909)
- And a Little Child Shall Lead Them, regia di D.W. Griffith – cortometraggio (1909)
- A Burglar's Mistake, regia di D.W. Griffith – cortometraggio (1909)
- The Medicine Bottle, regia di D.W. Griffith – cortometraggio (1909)
- Jones and His New Neighbors, regia di D.W. Griffith – cortometraggio (1909)
- A Drunkard's Reformation, regia di D.W. Griffith – cortometraggio (1909)
- Trying to Get Arrested, regia di D.W. Griffith – cortometraggio (1909)
- The Road to the Heart, regia di D.W. Griffith – cortometraggio (1909)
- The Winning Coat, regia di D.W. Griffith – cortometraggio (1909)
- Confidence, regia di D.W. Griffith – cortometraggio (1909)
- Lady Helen's Escapade, regia di D.W. Griffith – cortometraggio (1909)
- Twin Brothers, regia di D.W. Griffith – cortometraggio (1909)
- Lucky Jim, regia di D.W. Griffith – cortometraggio (1909)
- Tis an Ill Wind That Blows No Good, regia di D.W. Griffith – cortometraggio (1909)
- The Suicide Club, regia di D.W. Griffith – cortometraggio (1909)
- The Eavesdropper, regia di D.W. Griffith – cortometraggio (1909)
- The Note in the Shoe, regia di D.W. Griffith – cortometraggio (1909)
- One Busy Hour, regia di D.W. Griffith – cortometraggio (1909)
- The French Duel, regia di D.W. Griffith – cortometraggio (1909)
- A Baby's Shoe, regia di D.W. Griffith – cortometraggio (1909)
- The Jilt, regia di D.W. Griffith – cortometraggio (1909)
- Resurrection, regia di D.W. Griffith – cortometraggio (1909)
- Two Memories, regia di D.W. Griffith – cortometraggio (1909)
- Eloping with Auntie, regia di D.W. Griffith – cortometraggio (1909)
- The Cricket on the Hearth, regia di D.W. Griffith – cortometraggio (1909)
- What Drink Did, regia di D.W. Griffith – cortometraggio (1909)
- His Duty, regia di D.W. Griffith – cortometraggio (1909)
- Eradicating Aunty, regia di D.W. Griffith – cortometraggio (1909)
- The Violin Maker of Cremona, regia di D.W. Griffith – cortometraggio (1909)
- The Lonely Villa, regia di D.W. Griffith – cortometraggio (1909)
- The Son's Return, regia di D.W. Griffith – cortometraggio (1909)
- The Faded Lilies, regia di D.W. Griffith – cortometraggio (1909)
- Her First Biscuits, regia  di D.W. Griffith – cortometraggio (1909)
- Was Justice Served?, regia di D.W. Griffith – cortometraggio (1909)
- The Way of Man, regia di D.W. Griffith – cortometraggio (1909)
- The Necklace, regia di D. W. Griffith – cortometraggio (1909)
- At the Duke's Command, regia di Thomas H. Ince – cortometraggio (1911)
- Pictureland  – cortometraggio (1911)
- An Outcast Among Outcasts, regia di D.W. Griffith e Wilfred Lucas – cortometraggio (1912)

### Regista
- The Closed Bible (1912)
- The Unwilling Bigamist (1912)
- The Lighted Candle
- Down and Out
- The Installment Plan
- The Silent Call (1912)
- Dogs (1912)
- A Higher Thought
- Fifty Miles from Tombstone
- How to Live 100 Years
- The Amateur Photoplaywright
- Nathan Hale
- The Scarlet Letter (1913)
- Mixed Signals
- Love and Laundry
- Too Many Maids
- The Sandman (1913)
- Parson Jim's Baby
- Love in the Dark (1913)
- Local Color (1913)
- The Carbon Copy (1913)
- Mission Bells
- When Love Grows Up
- Everyman (1913)
- The Major's Story